# Delroy Lindo
Delroy George Lindo (Londen, 18 november 1952) is een Engels acteur van Jamaicaanse afkomst. Hij won in 1999 een Golden Satellite Award voor zijn hoofdrol in de televisiefilm Glory & Honor en werd een jaar later opnieuw genomineerd voor televisiefilm Strange Justice. Daarnaast speelde hij in onder meer de televisieserie Kidnapped en films als Clockers, Broken Arrow en Domino.
Lindo is getrouwd met Neshormeh Lindo, met wie hij zoon Damiri kreeg. Zij is zijn tweede echtgenote, nadat hij eerder gehuwd was met Kathi Coaston. Lindo werd geboren en groeide op in Engeland, maar verhuisde voor zijn twintigste naar de Verenigde Staten.

## Filmografie
*Exclusief televisiefilms
| - Sinners (2025) - Da 5 Bloods (2020) - Do You Believe? (2015) - Up (2009, stem) - This Christmas (2007) - Domino (2005) - Sahara (2005) - Wondrous Oblivion (2003) - The Core (2003) - The One (2001) - The Last Castle (2001) - Heist (2001) - Gone in 60 Seconds (2000) - Romeo Must Die (2000) - The Cider House Rules (1999) - The Book of Stars (1999) - Pros & Cons (1999) - A Life Less Ordinary (1997) - The Devil's Advocate (1997) - Ransom (1996) | - Feeling Minnesota (1996) - The Winner (1996) - Broken Arrow (1996) - Get Shorty (1995) - Clockers (1995) - Congo (1995) - Crooklyn (1994) - L'exil du roi Behanzin (1994) - Blood In Blood Out (1993) - Mr. Jones (1993) - Malcolm X (1992) - Bright Angel (1991) - The Hard Way (1991) - Mountains of the Moon (1990) - The Blood of Heroes (1989) - More American Graffiti (1979) - Voice of the Fugitive (1978) - Find the Lady (1976) |

- Bibsys: 1006561
- Biblioteca Nacional de España: XX986293
- Bibliothèque nationale de France: cb14025991z (data)
- Gemeinsame Normdatei: 141856955
- International Standard Name Identifier: 0000 0000 8154 3437
- Library of Congress Control Number: no97051241
- Nationale Bibliotheek van Tsjechië: xx0041133
- Nationale bibliotheek van Australië: 40009834
- Nationale Bibliotheek van Israël: 987007336950505171
- Nationale Bibliotheek van Polen: a0000001686198
- Nederlandse Thesaurus van Auteursnamen: 315470054
- SNAC: w6rg3bxv
- Système universitaire de documentation: 113430299
- Trove: 1441575
- Virtual International Authority File: 74050773
- WorldCat: E39PBJbRpxxhJBM9xGQWMJwV4q